# 辛术
辛术（500年—559年），字怀哲，陇西郡狄道县（今甘肃省定西市临洮县）人，东魏、北齐官员。

## 生平
辛术少年聪明，有见识和气度，以司空胄曹参军为起家官，天平二年八月甲午（535年10月2日），东魏发动百姓七万六千人在邺城新建宫室，辛术与仆射高隆之共同主管营造，辛术有构思条理，百工之事都能成功，两度升任尚书右丞，外任清河郡太守，行政以才能而出名。高洋继承霸府，普遍调换太行山以东各郡太守，特别下文书征召辛术出任并州长史，当时只有高阳内史李绘和辛术两个人受到特别征召，辛术因为给父亲辛琛守丧而离职。清河郡父老数百人拜谒京城请求为辛术立碑歌颂功德。辛术与尚书左丞宋游道、中书侍郎李绘等人共同前往晋阳，辛术和李幼廉等六人常常在高洋的私人住宅中，号称馆客，都受到上客之礼对待辛术屡次升任散骑常侍。
武定五年（547年），侯景反叛东魏，辛术于武定六年八月庚寅（548年9月19日）出任东南道行台尚书，封江夏县男，与高岳等人击败侯景，生擒萧渊明，升任东徐州刺史，出任淮南经略使。北齐天保元年（550年），侯景征收长江以北地区的租税，辛术率领各路军队渡过淮河拦截侯景的军队，焚烧侯景的稻谷数百万石。辛术回到下邳镇守，百姓随辛术北渡淮河的有三千多家。东徐州刺史郭志杀死太守，齐文宣帝高洋听说后，敕令辛术从今以后所统帅的十余州众人有犯法的，如果是刺史犯法要先启奏朝廷，刺史以下的官员则先处理再上奏。北齐的行台兼管民政，就是从辛术开始。安州刺史、临清郡太守、盱眙蕲城二镇将犯法，辛术都上奏将他们处死。睢州刺史及所部太守都犯了死罪，朝廷将他们的奴婢百口以及资产全部赐给辛术，辛术三次推辞不被允许，辛术就将奴婢和财产送给有关部门，不再过问。邢邵听说，给辛术写信说：“昔日钟离意说：‘孔子在盗泉忍受饥渴’，就把珠玉扔到地上，您现在能够如此，可以说是不同时代的同一行为。”天保三年三月戊子（552年4月29日），齐文宣帝诏令清河王高岳、司徒潘相乐和行台辛术率领军队南征。等到王僧辩击败侯景，辛术前往招引安抚。当时王僧辩派陈霸先带兵去广陵接受郭元建等人的投降，又派使者去安慰他们。这时正好是侯子鉴渡江逃到广陵，他对郭元建说：“我们这些人，是南梁的宿敌深仇，有什么面目再见到梁朝的君主！不如投奔北方，还可以返回故乡。”于是这些人全都向北齐投降，南梁的城镇相继归附北齐，前后有二十三州，辛术于是移军镇守广陵。当陈霸先行军抵达欧阳的时候，辛术已经占据了广陵。天保三年（552年）四月壬申，辛术从广陵将传国玺送到邺城，齐文宣帝拿着传国玺告祭太庙。传国玺就是秦朝时所制，四寸见方，上纽盘龙交错，文字是:“受命于天，既寿永昌。”西汉和东汉相传，又传到曹魏和西晋。晋怀帝司马炽败亡，传国玺被刘聪获得。刘聪败亡，传国玺又被后赵获得。后赵败亡，晋穆帝永和年间，濮阳郡太守戴僧施得到了传国玺，派遣督护何融送到建邺。经历刘宋、南齐、南梁，南梁败亡后，侯景得到传国玺。侯景败亡，侍中赵思贤携带传国玺从京口渡过长江，投奔南兖州刺史郭元建，遇到贼人，赵思贤的随从将传国玺丢弃到草丛中，等到了广陵才告诉郭元建，郭元建找到传国玺，送交辛术，所以辛术将传国玺进献给北齐朝廷。天保三年五月，齐文宣帝派潘乐、郭元建率兵去包围秦郡，辛术进谏说：“我朝现在和湘东王萧绎之间和睦友好，信使往来不绝。阳平是侯景的地盘，拿下它是可以的。现在王僧辩已经派严超达去守秦郡，从道义上说怎么能再去争夺这个城市？而且现在正当雨季，地上积水，不如班师回朝。”齐文宣帝不听。陈霸先命令别将徐度带兵去协助秦郡的防务，要求他们固守城池。北齐军队有七万之众，攻打很猛烈。王僧辩派左卫将军杜崱去救援，陈霸先也亲自从欧阳赶来会师。他们和郭元建在士林大战，把郭元建打得惨败，斩下首级一万多，俘虏了一千多人，郭元建收拾残兵败将向北逃窜。南梁因为双方还在讲友好，互通信使，所以就没有穷追不舍。不久辛术被征召出任殿中尚书，兼领太常卿，仍与朝廷贤士议定律令，升任吏部尚书，食干南兖州梁郡。
东魏迁都邺城之后，负责吏部铨选官员的知名人物有四个人，各有得失，未能尽善尽美。高澄年轻豁达开朗，缺点在于粗疏；袁聿修谨慎忠厚，缺点在于过细；杨愔风流敏捷，取人失于浮华。只有辛术崇尚贞坚清白，以才能取士，力求名副其实，新老官员都加以举荐，管理仓库的有才能也给提拔，门第高低贵贱都不遗漏。考查四个人前后铨选衡量，以辛术最为公允适中，很为当时称赞推崇。天保末年，齐文宣帝曾经命令辛术选拔百名官员，参选的有两三千人，辛术品评士子，人们没有怨恨诽谤，他所提拔的人，后来也都显贵。
辛术品德清廉，很少奢侈的欲望，对于公职十分勤勉，未曾有懈怠，指挥军队有威严，管理百姓施行仁政。辛术年轻时喜欢文史，晚年更加勤于学习，即便在行军途中也是手不释卷。等到平定淮河以南，辛术对所有的物资秋毫无犯，只是大量收集典籍，大多是刘宋、南齐、南梁时的好版本，收集了一万多卷书，还有顾恺之和陆探微等人的名画，王羲之和王献之以下的书法也为数不少，全部不上交官府，收入自己的家。回朝之后，辛术多用收集的典籍名画馈赠权贵，舆论因此鄙视他。天保十年（559年），辛术去世，虚岁六十。皇建二年（561年），朝廷赠予辛术开府仪同三司、中书监、青州刺史。

## 其他
辛术和尚书仆射杨遵彦都对辛德源虚心礼遇，共同向朝廷举荐他。

## 家庭

### 父亲
- 辛琛，北魏龙骧将军、南梁郡太守、扬州征南府长史

### 兄弟姐妹
- 辛悠，北魏侍御史
- 辛俊，北魏山南行台郎中
- 辛休，早逝
- 辛脩，早逝

### 子女
- 辛阁卿，北齐尚书郎
- 辛衡卿，隋朝仓部侍郎

## 延伸阅读
[在维基数据编辑]
 《北齊書·卷38》，出自李百药《北齊書》